# Božtěšice (Strážov)
Božtěšice (německy Boschtieschitz) jsou malá vesnice, část města Strážov v okrese Klatovy v Plzeňském kraji. Nachází se asi dva kilometry jihovýchodně od Strážova. Božtěšice leží v katastrálním území Božtěšice na Šumavě o rozloze 1,37 km².

## Historie
První písemná zmínka o vesnici pochází z roku 1386.

## Obyvatelstvo
| Rok            | 1869 | 1880 | 1890 | 1900 | 1910 | 1921 | 1930 | 1950 | 1961 | 1970 | 1980 | 1991 | 2001 | 2011 | 2021 |
| -------------- | ---- | ---- | ---- | ---- | ---- | ---- | ---- | ---- | ---- | ---- | ---- | ---- | ---- | ---- | ---- |
| Počet obyvatel | 62   | 53   | 55   | 64   | 56   | 56   | 71   | 47   | 51   | 45   | 27   | 22   | 21   | 16   | 24   |
| Počet domů     | 8    | 8    | 8    | 8    | 8    | 8    | 12   | 10   | 10   | 10   | 8    | 9    | 9    | 9    | 10   |

## Obecní správa
Při sčítání lidu v letech 1850–1920 Božtěšice byly osadou obce Brtí v okrese Klatovy. V letech 1921–1975 byly osadou obce Viteň v okrese Klatovy. Od 1. ledna 1976 jsou částí města Strážov v okrese Klatovy.

## Další fotografie

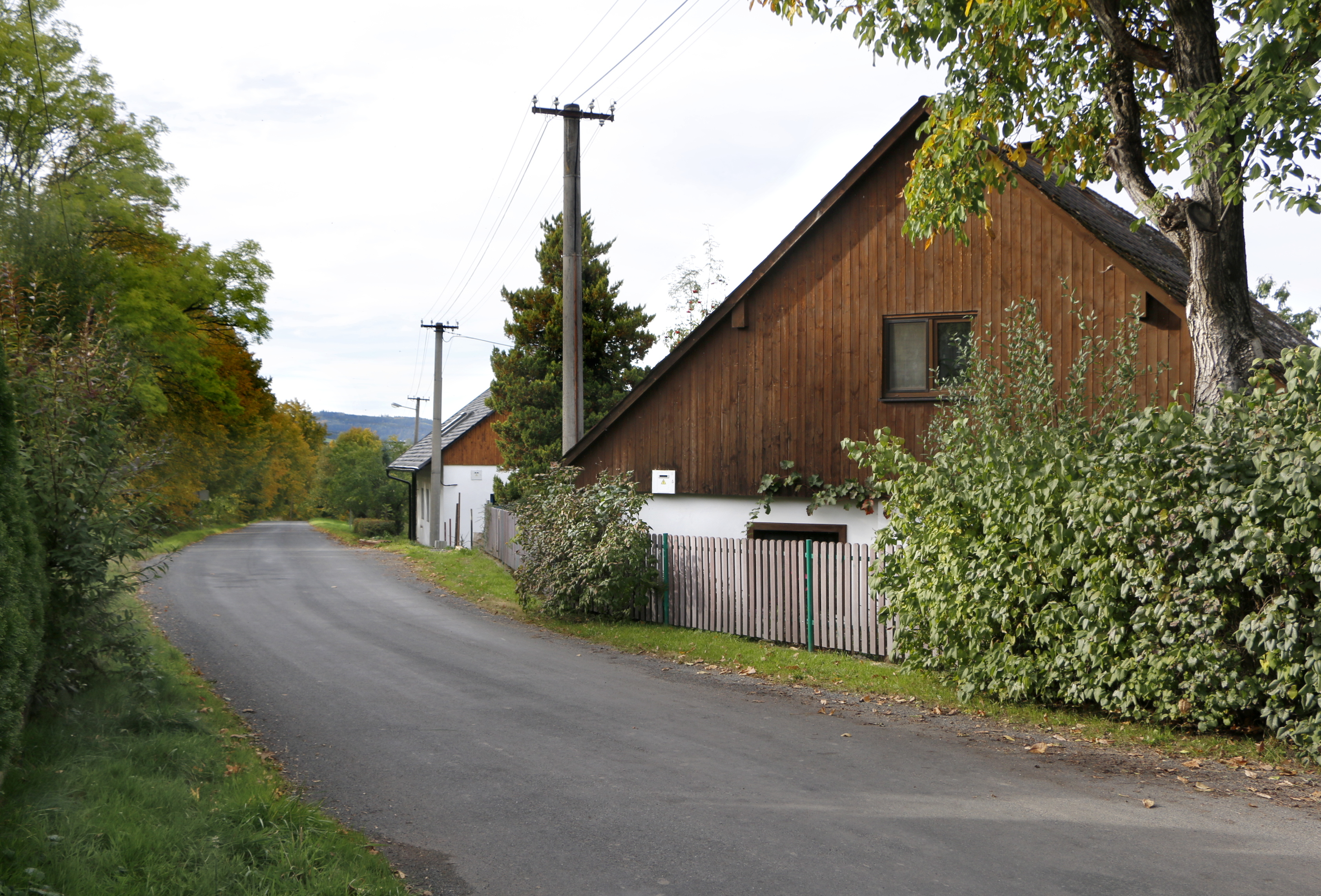
Příjezd od vsi
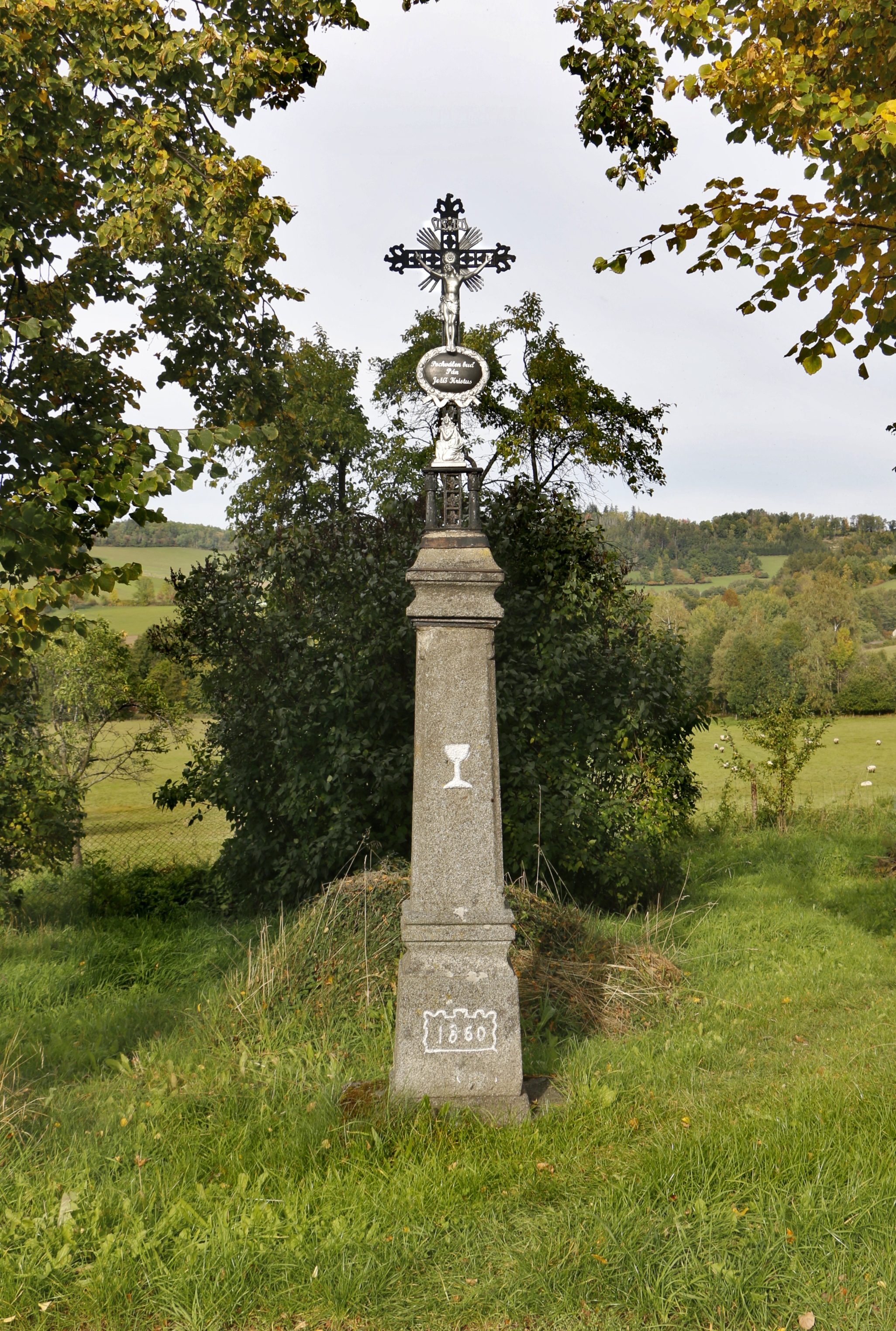
Křížek na návsi
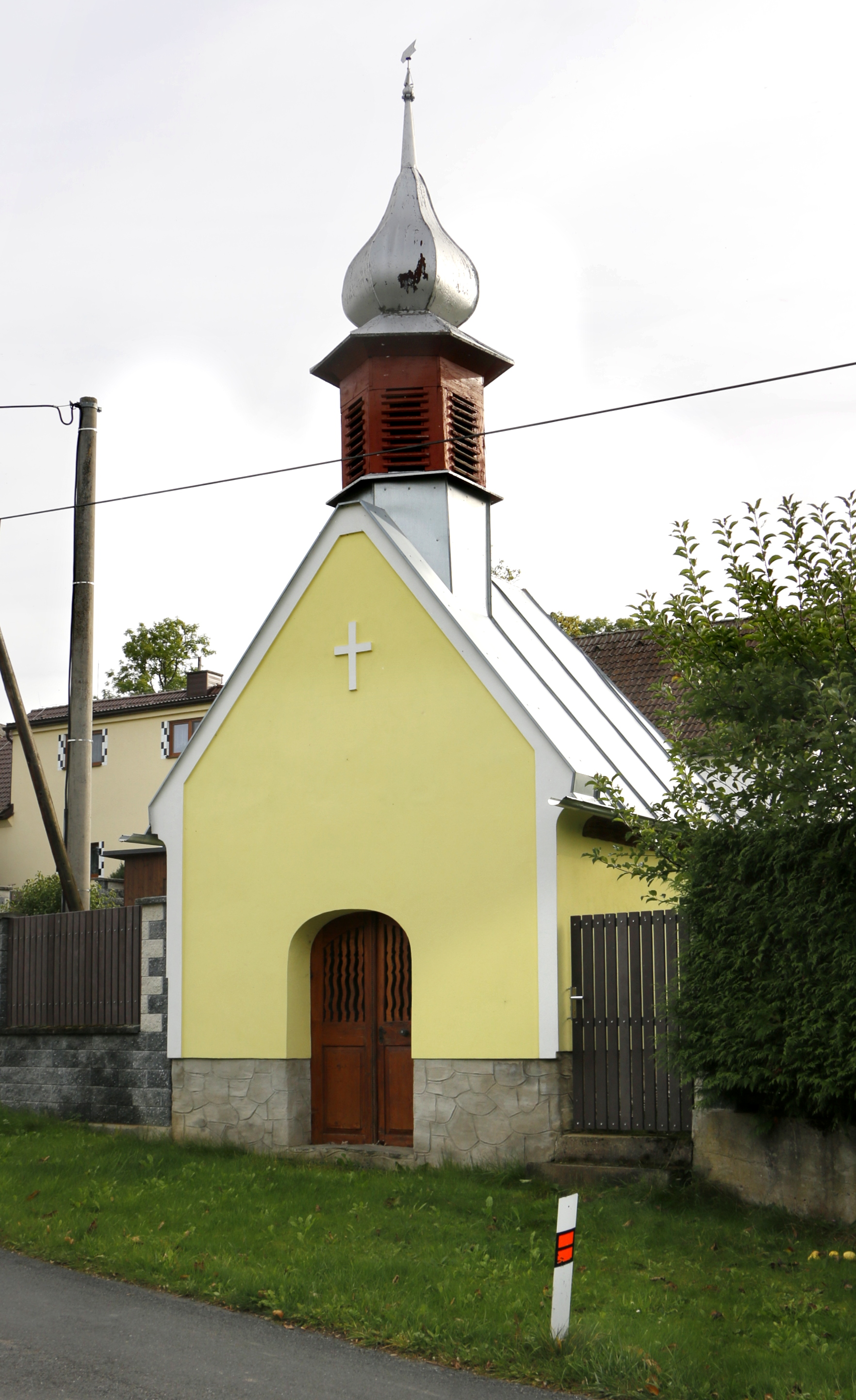
Kaple u silnice
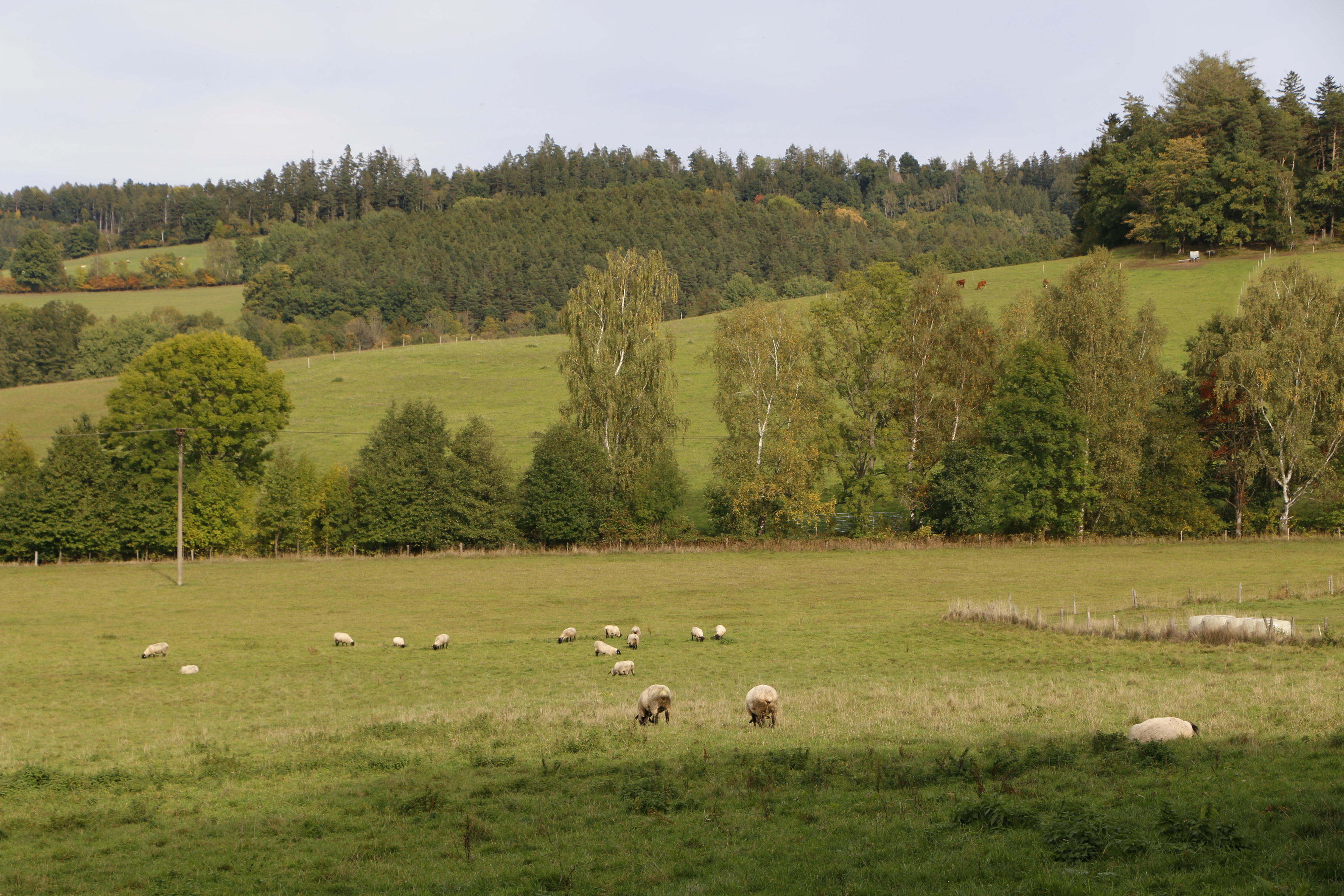
Pastviny pod vsí